# Mrsovo
Mrsovo (cyr. Мрсово) – wieś w Bośni i Hercegowinie, w Republice Serbskiej, w gminie Rudo. W 2013 roku liczyła 94 mieszkańców.